# 沃特金斯号车辆运输舰 (T-AKR-315)
沃特金斯号车辆运输舰（英語：USNS Watkins，舷號T-AKR-315）是沃森级车辆运输舰的第六艘，以荣誉勋章获得者，在朝鲜战争中阵亡的特拉维斯·E·沃特金斯军士长（Travis E. Watkins）命名。
1999年7月28日该舰下水，并于2001年3月2日服役，归属太平洋舰队。它是美国军事海运司令部所属的19艘大型中速滚装船中的一艘，也是执行战略预置任务的33艘运输舰中的一员。
据英国卫报报道，左翼人权组织“缓刑”（Reprieve）认定沃特金斯舰及其7艘姊妹舰和其他9艘美国海军舰船被用于秘密关押罪犯。